# Elezioni politiche suppletive in Francia del 1973
Le elezioni politiche suppletive francesi del 1973 sono le elezioni tenute in Francia nel corso del 1973 per eleggere deputati dell'assemblea nazionale dei collegi uninominali rimasti vacanti. 

## Risultati

### 1° collegio di Landes
Le elezioni politiche suppletive nel 1° collegio di Landes si tennero il 12 marzo in seguito alla proclamazione, da parte della Corte Costituzionale, dell'elezione di André Mirtin. Poiché nessun candidato ottenne la maggioranza dei voti al primo turno, fu necessario procedere al ballottaggio il 19 marzo, dove vinse il socialista Roger Duroure.

## Riepilogo
| Data 1º turno | Ballottaggio | Circoscrizione | Collegio | Parlamentare uscente | Partito | Parlamentare eletto | Partito |
| ------------- | ------------ | -------------- | -------- | -------------------- | ------- | ------------------- | ------- |
| 12 marzo      | 19 marzo     | Landes         | 1°       | Alain Juppe          | UDR     | Roger Duroure       | PS      |